# ФК Айнтрахт (Брауншвайг)
Брауншвайгското гимнастическо и спортно обединение Айнтрахт от 1895 (на немски: Braunschweiger Turn- und Sportverein Eintracht von 1895) или Айнтрахт Брауншвайг (на немски: Eintracht Braunschweig) е спортен клуб от град Брауншвайг, провинция Долна Саксония, Германия.
Най-големите му успехи са футболната шампионска титла на Първа Бундеслига от 1967 г., 6 титли на Германия по хокей на трева за жени и 3 титли по хокей в зала за жени. Освен футбол и хокей близо 3400-те членове на клуба упражняват и баскетбол, хандбал, лека атлетика, плуване, водна топка, тенис, гимнастика и зимни спортове. Поддържат се и ветерански формации.

## История

### Възход и завръщане в Бундеслигата
През сезон 2010/11 Айнтрахт печели Трета лига и се класира за Втора Бундеслига. Сред звездите на отбора са капитанът Денис Крупке, Мирко Боланд, Дамир Вранчич и конгоанският голмайстор Доми Кумбела. През 2011/12 отборът завършва на 8 позиция, но в следващия сезон отборът се представя много силно и е начело на шампионата през първия полусезон. По-късно Айнтрахт отстъпва първото място на Херта (Берлин), но успява да си осигури първо класиране от 28 години насам в Първа Бундеслига след като 3 кръга преди края побеждават Инголщад с 1 – 0.

## Успехи

### Национални
- Шампион на Германия (1): 1967;
- Северногермански шампион (2): 1908 и 1913;
- Първенец на Гаулига Южен Хановер-Брауншвайг (2): 1943 и 1944;
- Полуфинал за Купата на Германия (2): 1981 (2:3 срещу Кайзерслаутерн) и 1990 (0:2 срещу Вердер Бремен)
- Носител на Купата на Долна Саксония (1): 2004.

#### Международни
- 1/8 Финал за Купата на УЕФА: 1971 срещу Ференцварош (Първа среща 1:1, реванш 2:5) и 1978 срещу ПСВ Айндховен (Първа среща 0:2, реванш 1:2)
- 1/4 финал за Купата на европейските шампиони: 1968 срещу Ювентус (Първа среща 3:2, реванш 0:1), Бараж 0:1 на Ванкдорфщадион в Берн, Швейцария.

### Айнтрахт Брауншвайг в Европа
- 1. Кр. = Първи кръг
- 2. Кр. = Втори кръг
- 1/8 = Осминафинал
- 1/4 = Четвъртфинал

| Сезон   | Турнир       | Кръг   | Страна | Клуб               | Резултат            |
| ------- | ------------ | ------ | ------ | ------------------ | ------------------- |
| 1967/68 | КЕШ          | 1. Кр. |        | Динамо Тирана      | служебна победа     |
|         |              | 1/8    |        | Рапид Виена        | 0 – 1, 2 – 0        |
|         |              | 1/4    |        | Ювентус            | 3 – 2, 0 – 1, 0 – 1 |
| 1971/72 | Купа на УЕФА | 1. Кр. |        | Гленторан          | 1 – 0, 6 – 1        |
|         |              | 2. Кр. |        | Атлетик Билбао     | 2 – 1, 2 – 2        |
|         |              | 1/8    |        | Ференцварош        | 1 – 1, 2 – 5        |
| 1976/77 | Купа на УЕФА | 1. Кр. |        | Холбек             | 7 – 0, 0 – 1        |
|         |              | 2. Кр. |        | Еспаньол           | 2 – 1, 0 – 2        |
| 1977/78 | Купа на УЕФА | 1. Кр. |        | Динамо Киев        | 1 – 1, 0 – 0        |
|         |              | 2. Кр. |        | Старт Кристиансанд | 0 – 1, 4 – 0        |
|         |              | 1/8    |        | ПСВ Айндховен      | 0 – 2, 1 – 2        |

## Личности от историята на Айнтрахт Брауншвайг

### Бивши известни футболисти
- / Игор Беланов
- / Сергей Фокин
- Хасе Борг
- Паул Брайтнер
- Волфганг Франк
- Бернд Франке
- Бернд Герсдорф
- Матиас Хайн
- Уве Хайн
- Франц Меркхофер
- Виктор Пасулко
- Яхиро Казама
- Данило Попивода
- Тобиас Рау
- Александър Ристич
- Лотар Улзас
- Хорст Волтер
- Валентин Настасе
- Андре Шембри
- Ян Тауер

### Бивши треньори
- Хелмут Йохансен